# Wernigerode
Wernigerode é uma cidade da Alemanha, localizada no distrito de Harz do estado de Saxônia-Anhalt.
Sua população é de 35.500 habitantes (1999) e durante o período de divisão da Alemanha em  Ocidental e Oriental, se localizava muito próxima da fronteira entre as duas.
Sua história começa com os condes de Wernigerode no século XII, sucessivos vassalos dos marqueses de Brandemburgo e dos arcebispos de Magdeburgo, até 1381. 

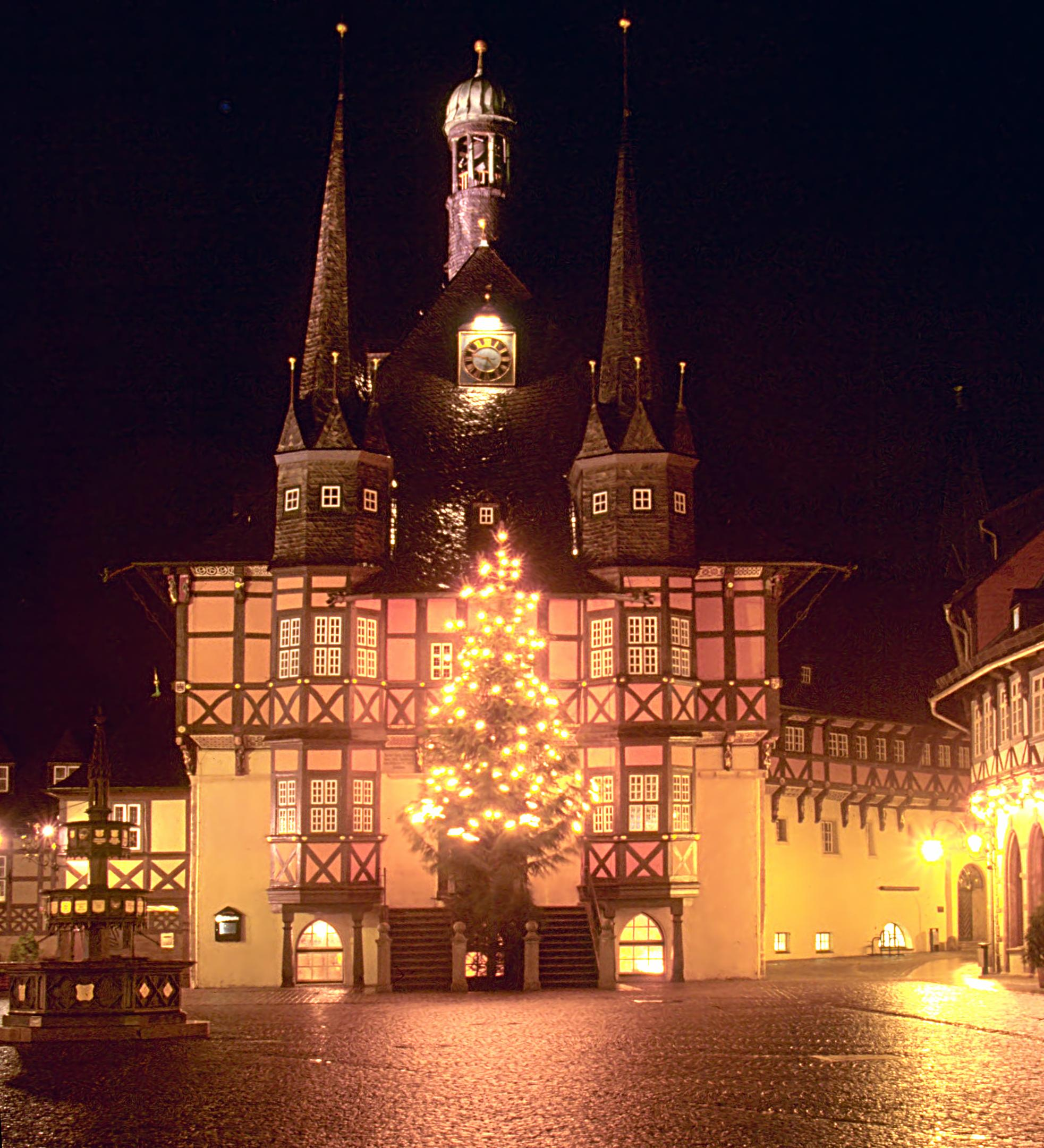
Fachada da prefeitura

Com o fim da linhagem, em 1429, o condado passou para as mãos dos condes de Stolberg, que fundaram o ramo de Stolberg-Wernigerode em 1645. Wernigerode entregou sua independência fiscal e militar à Prússia em 1714, ficando com alguns de seus direitos de soberania até 1876; em 1890, os condes de Stolberg foram alçados ao principado.
A cidade contém diversas construções de arquitetura gótica, incluindo uma bonita prefeitura com a fachada em madeira datada de 1498. Brandy, charutos e tinturas estão entre os principais produtos manufaturados e acima da cidade se ergue o castelo do príncipe Stolberg-Wernigerode, reconstruído no século XIX, com partes do castelo medieval original, construído no século XII.

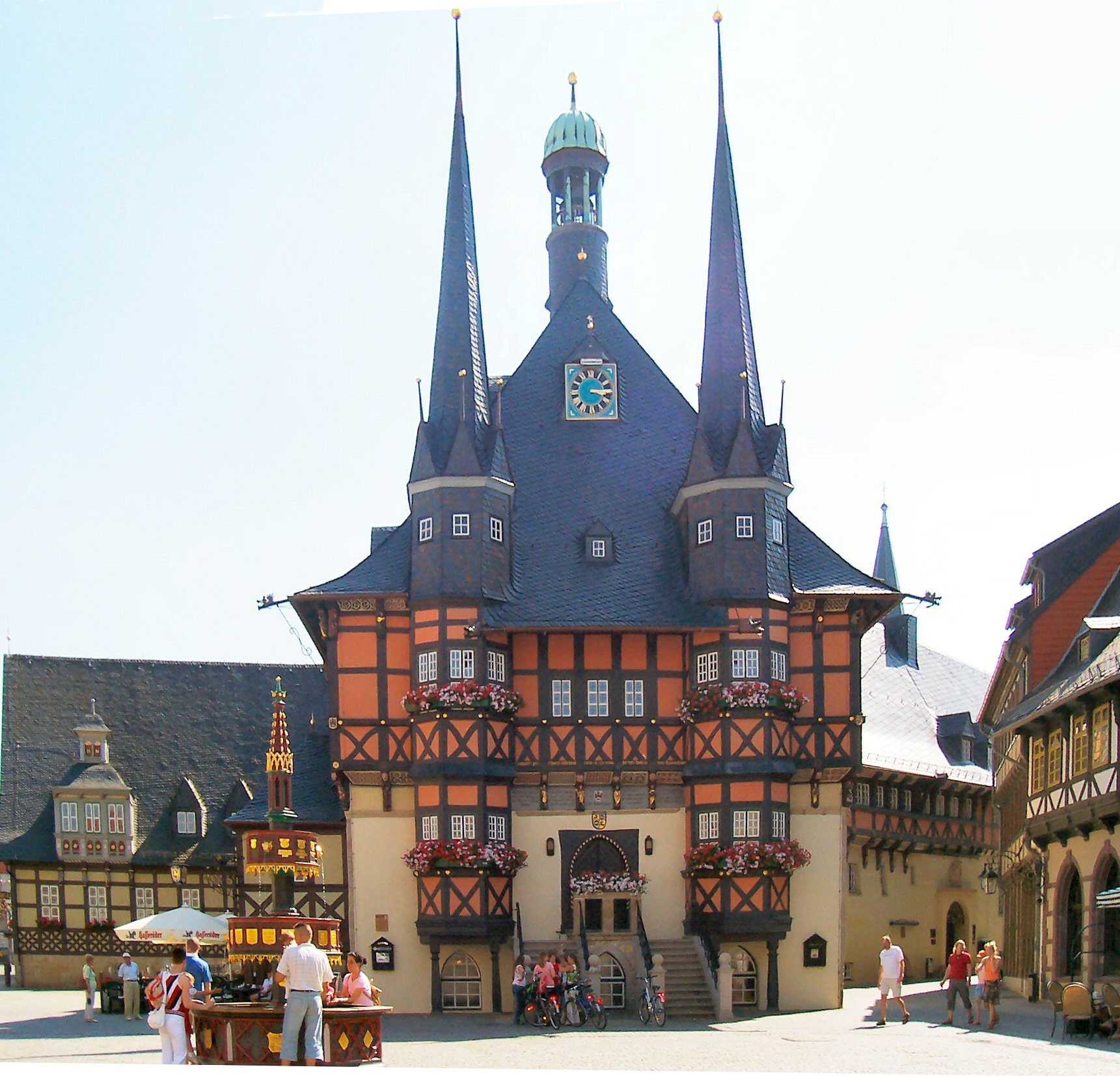
Prefeitura de Wernigerode